# Kerk van Sainte-Colombe-sur-Gand
De Kerk van Sainte-Colombe-sur-Gand is een driebeukig kerkgebouw met pastorie aan de Place de l'Eglise in Sainte-Colombe-sur-Gand in het Franse departement Loire.

## Geschiedenis
Rond het jaar 440 was er voor het eerst sprake van een parochie in Sainte-Colombe-sur-Gand. Deze parochie werd gesticht door de heilige Eucherius, bisschop van Lyon met als beschermheilige de heilige Columba van Sens. In 1312 wordt melding gedaan van een ‘Cimenterium Sancti Julianide Sancta Columba’ (begraafplaats van de heilige Julianus [in] Sainte-Colombe) en in 1484 van een ‘Parrochia Sancte Columbe’ (parochie Sainte-Colombe).
Van de kerk uit deze periode is niet bewaard gebleven. De vroegst bekende kerk werd gebouwd in 1683. Maar in juni 1765 liep deze kerk ernstige stormschade op. Ongeveer een eeuw later werd besloten de kerk te slopen en te vervangen door een grotere kerk, die genoeg ruimte moest bieden aan het toegenomen aantal inwoners van Sainte-Colombe. De nieuwe kerk werd in 1854 gewijd en heeft als beschermheilige Julianus van Brioude, de tweede beschermheilige van de parochie. 
De nieuwe kerk werd in 1855 voorzien van een communietafel, een preekstoel en een marmeren doopvont. De 12 glas-in-loodramen in de zijbeuken zijn tussen 1855 tot 1857uitgevoerd door Alexandre Mauvernay en zijn zoon Barthélémy, meester-glasschilders uit Saint-Galmier. In dezelfde periode werd het roosvenster geplaatst uitgevoerd in 13e-eeuwse stijl door Vincent Larcher, meester-glazenier uit Troyes. In 1876 werd de kerk voorzien van eikenhouten koorbanken.
De kerk valt tegenwoordig onder de parochie Sainte Anne en Val de Gand en wordt bediend vanuit de plaats Saint-Symphorien-de-Lay.